# Hồ Xuân Hương (hồ nước)
Hồ Xuân Hương là một hồ nước đẹp thuộc Phường 01, ngay trung tâm thành phố Đà Lạt. Hồ Xuân Hương là hồ nhân tạo, có chu vi chừng 5 km, rộng 25ha, có hình trăng lưỡi liềm kéo dài hơn 2 km đi qua nhiều địa danh du lịch của thành phố Đà Lạt như: Vườn hoa thành phố, Công viên Yersin, Đồi Cù, Quảng trường Lâm Viên.
Xung quanh hồ có rừng thông và các bãi cỏ, vườn hoa. Đây là địa điểm du khách ưa thích đi dạo bộ hoặc xe ngựa khi đến tham quan thành phố Đà Lạt.

## Xuất xứ tên gọi

### Giả thuyết 1
Xuất xứ tên gọi hồ Xuân Hương vì hồ vào mùa xuân có mùi thơm của cây cỏ xung quanh hồ hòa quyện nên một mùi hương thoang thoảng nên gọi là hồ Xuân Hương.

### Giả thuyết 2
Hồ được mang tên Xuân Hương từ năm 1953 như muốn làm sống mãi hình ảnh lãng mạn của nữ sĩ thơ Nôm người Việt Nam thế kỉ thứ 19: Hồ Xuân Hương

## Lịch sử

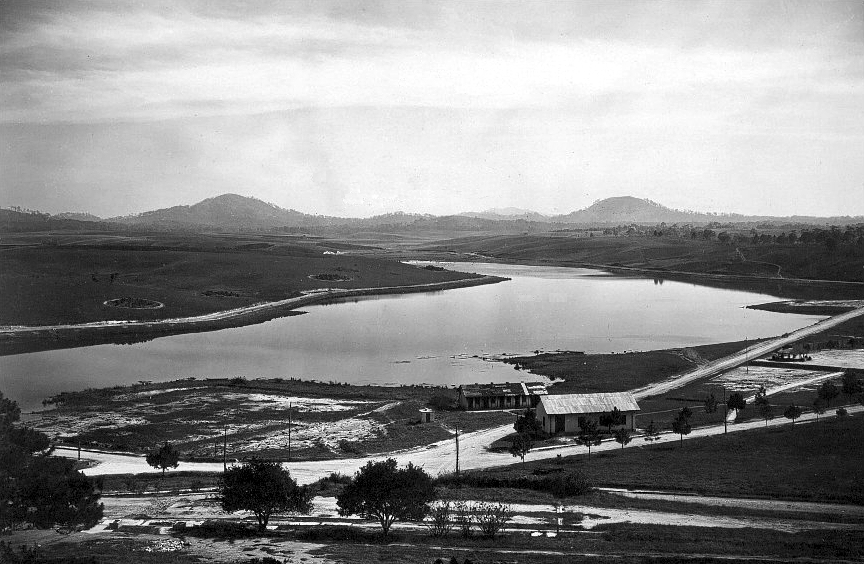
Hồ Xuân Hương thập niên 1920

Hồ Xuân Hương nguyên là thung lũng có dòng suối Cam Ly chảy qua. Năm 1919, từ sáng kiến của viên công sứ Cunhac, kỹ sư công chánh Labbé đã tiến hành việc ngăn dòng suối làm thành hồ. Năm 1923, chính quyền đương thời lại cho xây thêm một đập phía dưới tạo thành 2 hồ. Tháng 3 năm 1932, một cơn bão lớn làm cả hai đập bị vỡ. Năm 1934 - 1935, kỹ sư Trần Đăng Khoa lại thiết kế, xây dựng một đập lớn bằng đá.
Đập này nằm trước Dinh Quản Đạo mà vị Quản đạo bấy giờ là Phạm Khắc Hòe vẫn được dân địa phương xưng gọi "ông Đạo" nên khi đập cũng là cầu xây xong, người dân quen gọi là "Cầu Ông Đạo". Năm 1953, Nguyễn Vỹ, chủ tịch hội đồng thị xã, đề nghị đổi tên Grand Lac thành Hồ Xuân Hương.

## Miêu tả
Hồ được coi là con tim của thành phố Đà Lạt và là một trong những thành phố hiếm hoi có hồ nằm ngay trung tâm. Hồ là địa danh nổi tiếng và còn là địa điểm tham quan du lịch khá hấp dẫn tạo nên nét đặc sắc cho Đà Lạt.
Trên bờ hồ có một căn nhà màu trắng với lan can rộng là Thủy Tạ. Đây là một café bar nhỏ, xinh xắn. Để đáp ứng cho nhu cầu khách, phía đối diện, một café bar khác được mở ra. Đó là "Thanh Thủy". Tên gọi này (nước xanh) cũng rất gắn liền với hồ Xuân Hương. Mặt bằng ở đây rộng hơn nên tiếp được rất nhiều khách. Cũng vì lẽ đó mà Thủy Tạ vẫn mang một nét riêng không hề bị trộn lẫn với Thanh Thủy. Đến Thủy Tạ và Thanh Thủy uống cà phê cũng là cốt để ngắm mặt hồ.

## Hồ Xuân Hương trong thơ ca
Hàn Mặc Tử đã viết về hồ Xuân Hương - một viên ngọc xanh giữa lòng thành phố Đà Lạt.
Ai hãy lặng thinh chớ nói nhiều
Để nghe dưới nước đáy hồ reo
Để nghe tơ liễu run trong gió
Và để nghe trời giải nghĩa yêu